# Jessy Franco
Jessy Franco (* 7. Dezember 1998) ist ein Leichtathlet aus Gibraltar, der sich auf den Sprint spezialisiert hat.

## Sportliche Laufbahn
Erste Erfahrungen bei internationalen Meisterschaften sammelte Jessy Franco im Jahr 2015, als er bei den Junioreneuropameisterschaften in Eskilstuna mit 11,24 s in der ersten Runde im 100-Meter-Lauf ausschied. Anschließend schied er bei den Commonwealth Youth Games in Apia mit 22,47 s im Halbfinale über 200 Meter aus und kam über 400 Meter mit 50,62 s nicht über den Vorlauf hinaus. Im Jahr darauf schied er bei den U20-Weltmeisterschaften in Bydgoszcz mit 22,44 s in der Vorrunde im 200-Meter-Lauf aus und 2018 kam er bei den Commonwealth Games im australischen Gold Coast mit 11,04 s und 48,40 s jeweils nicht über den Vorlauf über 100 und 400 Meter hinaus. Im August schied er dann bei den Europameisterschaften in Berlin mit 48,12 s ebenfalls in der Vorrunde über 400 Meter aus. Im Jahr darauf startete er dank einer Wildcard über 400 Meter bei den Weltmeisterschaften in Doha und schied dort mit 47,41 s in der ersten Runde aus. Nach einer dreijährigen Wettkampfpause startete er 2023 über 200 Meter bei den Weltmeisterschaften in Budapest und kam dort mit 22,04 s nicht über den Vorlauf hinaus.

## Persönliche Bestleistungen
- 100 Meter: 10,89 s (−0,5 m/s), 12. Juni 2019 in Gibraltar (Landesrekord)
- 200 Meter: 21,20 s (+0,9 m/s), 13. Februar 2016 in Pretoria
- 400 Meter: 47,41 s, 1. Oktober 2019 in Doha (Landesrekord)